# Lontra-de-nariz-peludo
A lontra-de-nariz-peludo (Lutra sumatrana) é a espécie mais rara de lontra, contando com pescoço branco, cabeça mais longa e achatada e pelos mais escuros que seus parentes.